# 니키 힐튼

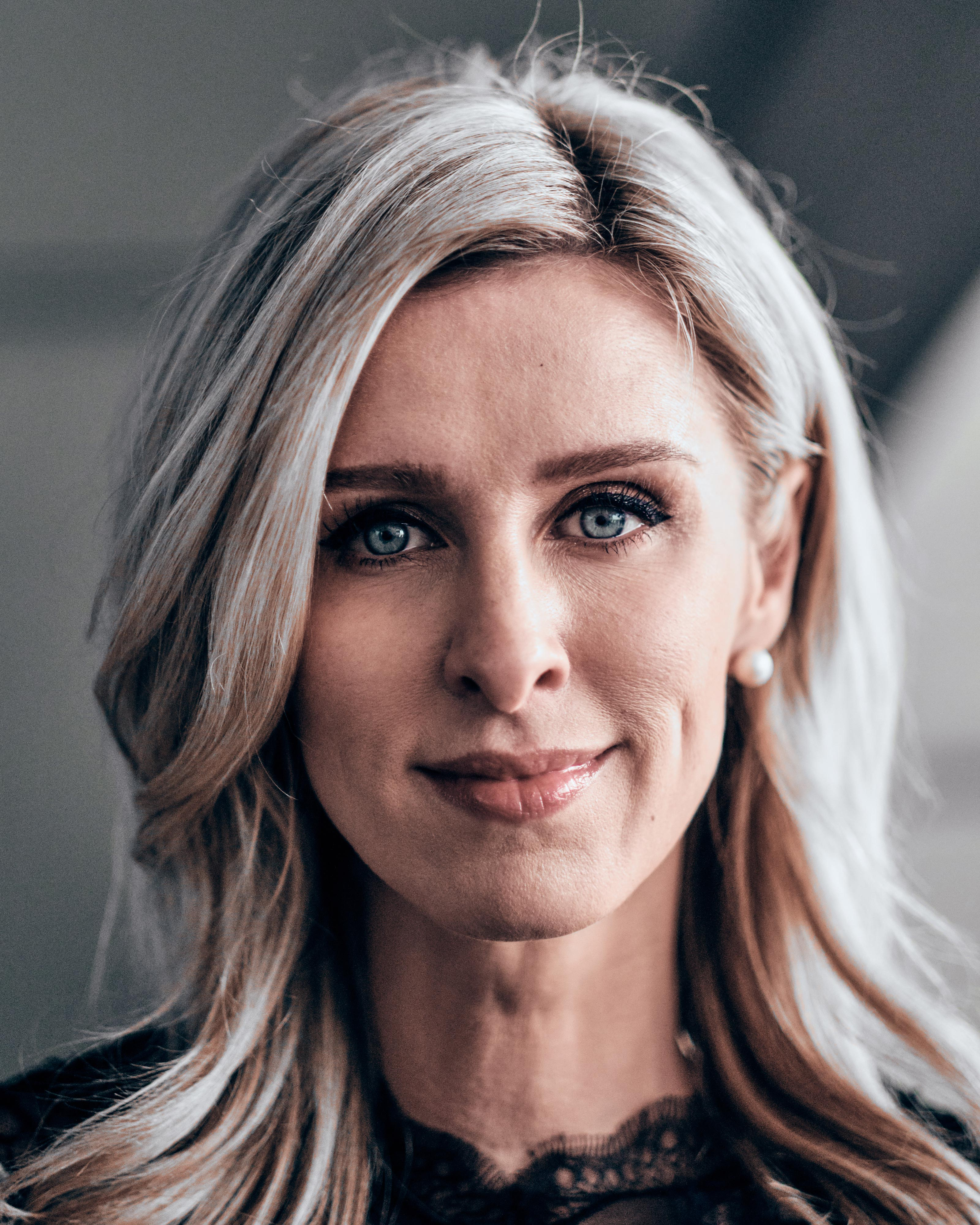
2019 파리 패션 위크에서

니키 힐턴(Nicky Hilton, 1983년 10월 5일 ~ )은 미국의 모델, 패션 디자이너이다. 힐튼 호텔 창업자 콘래드 힐튼의 증손녀이자, 패리스 힐턴의 동생이다. 뉴욕에서 태어나 로스앤젤레스에서 자랐다.